# Aéroport de Daocheng Yading
L'aéroport Daocheng Yading (code IATA : DCY • code OACI : ZUDC) est classé comme l'aéroport le plus haut du monde, avec 4 411 mètres d'altitude.
Il se situe à Xian de Daocheng dans la préfecture autonome tibétaine de Garzê au Sichuan (Chine).

## Compagnies aériennes et destinations
| Compagnies             | Destinations                                                                          |
| ---------------------- | ------------------------------------------------------------------------------------- |
| Air China              | Chengdu-Shuangliu                                                                     |
| China Eastern Airlines | Chengdu-Shuangliu, Luzhou-Yunlong, Xi'an-Xianyang                                     |
| Sichuan Airlines       | Chengdu-Shuangliu, Chongqing-Jiangbei, Hangzhou-Xiaoshan, Kāngdìng, Kunming-Changshui |

Édité le 03/02/2018